# Weird Things in Brussels
Weird Things In Brussels is een internetfenomeem met een Instagram-account dat meer dan 100.000 volgers telt. Het account deelt beelden van opvallende en surrealistische scènes in de Belgische hoofdstad, Brussel. Het project werd opgericht door Cato Beljaars, een fotograaf en journalist uit Sint-Jans-Molenbeek. Beljaars startte het project tijdens de eerste coronalockdown, toen ze veel wandelde en opvallende straatbeelden begon te fotograferen.
In 2023 en 2024 verschenen twee fotoboeken over Weird Things In Brussels, uitgegeven door Borgerhoff & Lamberigts.